# Робне резерве Републике Српске
Робне резерве Републике Српске је било јавно предузеће задужено за управљање робним резервама у Републици Српској.

## Организација
Робне резерве Републике Српске су основане крајем 2011. године на основу Закона о робним резервама и представљале су правног насљедника бивше Републичке дирекције за робне резерве. Биле су организоване као једночлано, затворено акционарско друштво у 100% власништву Републике Српске, са сједиштем у Бањој Луци.
Органи Робних резерви су били: скупштина, надзорни одбор и управа. Функцију скупштине је обављала Влада Републике Српске.

## Дјелокруг
Робне резерве Републике Српске су обављале сљедеће дјелатности: трговина на велико и мало пољопривредним производима, сировинама, живим животињама, узгој животиња, саобраћај и превоз робе, остале услужне дјелатности, складиштење, обављање послова спољнотрговинског промета, као и обављање осталих видова трговине и дјелатности.
Под робним резервама у Републици Српској подразумијевали су се: основни пољопривредни производи (укључујући и резерве меса у живој стоци) и индустријско-прехрамбени производи неопходни за исхрану становништва, индустријско-непрехрамбени производи (сировине, репродукциони материјал, енергетски производи, индустријски производи и деривати нафте који су потребни за производњу, лијекови хумани и ветеринарски, санитетски материјал и медицинско-ветеринарска и друга средства), потребни за производњу и транспорт робе, од посебног значаја за Републику Српску, поклони и помоћ у роби и новцу и новчана средства у домаћој и страној валути.
План обнављања и развоја робних резерви доносила је Влада Републике Српске, на период од пет година.